# Kōki Miyata
Kōki Miyata (宮田 幸季 Miyata Kōki?,  Yokohama, Prefectura de Kanagawa, 9 de octubre de 1972) es un actor de voz japonés, afiliado a 81 Produce. Anteriormente era conocido bajo el nombre de Harunori Miyata (宮田 始典 Miyata Harunori?). Debutó como actor de voz en 1993 en el anime Mahō Tsukai Tai!.

## Filmografía

### Anime
- 07-Ghost – Labrador
- Amnesia – Ukyo
- Angel Tales – Rei
- Baka to Test to Shōkanjū – Kōta Tsuchiya
- Baka to Test to Shōkanjū: Ni! – Kōta Tsuchiya
- Beyblade – Mystel
- Bleach – Hanatarō Yamada
- Bokurano – Kunihiko Moji
- Boruto: Naruto Next Generations-Chōjūrō
- Bubblegum Crisis Tokyo 2040 – Mackey Stingray
- D-Frag! – Hachi Shiō
- Danganronpa: The animation – Chihiro Fujisaki, Alter Ego
- Detective Conan: 15 minutos de silencio – Tōma Tachihara
- Digimon Adventure – PicoDevimon
- Digimon Tamers – Kumbhiramon
- Doraemon – Tora Arthur
- Fairy Tail the Movie: Phoenix Priestess – Duke Cream
- Free! – Aiichiro Nitori
- Free! - Eternal Summer – Aiichiro Nitori
- Kyō Kara Maō! – Ken Murata
- Emma – Arthur Jones
- GetBackers – Jouya Kanou
- Gilgamesh – Toru Tsukioka
- Goshūshō-sama Ninomiya-kun – Mitsuru Hosaka
- Gravitation – Eiri Yuki (joven)
- Hamtaro – Torahamu
- Harukanaru Toki no Naka de Hachiyō Shō – Shimon Nagareyama
- Heart no Kuni no Alice – Peter White
- Hoshin Engi – Nataku
- Kami-sama no Memo-chō – Hitoshi Mukai "Shōsa"
- Karin – Winner Sinclair
- Shijō Saikyō no Deshi Ken'ichi – Ryōto Asamiya (joven)
- Kingdom – Chengjiao
- Kyo Kara Maoh! – Ken Murata
- Magi: The Labyrinth of Magic – Ahbmad Saluja
- Magic User's Club – Naoki Nakatomi
- Major – Daisuke Komori
- Marginal Prince – Mikhail Nevsky
- Meganebu! – Mitsuki Kamatani
- Naruto Shippuden – Chōjūrō
- Neo Ranga – Joel
- Nintama Rantarou – Kanzaki Samon
- Noein – Isami Fujiwara
- One Piece – Wadatsumi, Dellinger
- Phi Brain: Kami no Puzzle – Cubic Galois
- RahXephon – Souichi Yagumo
- Saint Beast – Suzaku no Rei
- Shaman King – Ashil
- Shirokuma Cafe – Badger, Red Squirrel Mama, Sea Otter
- Shugo Chara! – Rhythm
- Suki na Mono wa Suki Dakara Shōganai! – Sei Hashiba
- Super GALS! Kotobuki Ran – Masato Iwai
- Tactics – Kantarou Ichinomiya
- Trigun – young Vash the Stampede
- Tsubasa: RESERVoir CHRoNiCLE – Yukito Tsukishiro[1]: 32
- Wandaba Style – Dr. Susumu Tsukumo
- Yowamushi Pedal – Terufumi Sugimoto

### OVA
- Air Gear: Kuro no Hane to Nemuri no Mori – Kilik
- Angel Tales: Tenshi no Shippo Chu! – Rei
- Angel's Feather – Anri Chikura
- Baka to Test to Shōkanjū: Matsuri – Kōta Tsuchiya
- Coluboccoro-Suika
- Harukanaru Toki no Naka de~Ajisai Yume Gatari~ – Shimon Nagareyama
- Harukanaru Toki no Naka de2~Shiroki, Ryuu no Miko~ – Akifumi
- Harukanaru Toki no Naka de3~Kurenai no Tsuki – Musashibo Benkei
- Koisuru Bōkun – Tomoe Tatsumi
- Saint Beast – Suzaku no Rei
- Suki na Mono wa Suki Dakara Shōganai! – Sei Hashiba
- Kirepapa – Riju

### Videojuegos
- Alice in the Country of Hearts – Peter White
- Amnesia – Ukyo
- Amnesia Later – Ukyo
- Amnesia Crowd – Ukyo
- Blue Dragon – Jiro
- Crash Bandicoot: Bakuso! Nitro Kart – Emperor Velo XXVII
- Danganronpa: Trigger Happy Havoc – Chihiro Fujisaki, Alter Ego
- Glass Heart Princess – Hoshino Kanata
- Fushigi Yūgi: Suzaku Ibun – Chichiri
- Harukanaru Toki no Naka de – Shimon Nagareyama
- Harukanaru Toki no Naka de 2 – Akifumi
- Harukanaru Toki no Naka de 3 – Musashibō Benkei
- Harukanaru Toki no Naka de 4 – Nagi
- Magical Drop|Magical Drop F]] – Magician
- Silver Chaos – Pam
- S.Y.K – Gyokuryuu
- The Saint of Braves Baan Gaan – Hiro Sakashita en Brave Saga
- Seishun Hajimemashita! – Ichitaka Enmei
- Danganronpa Another Episode: Ultra Despair Girls – Taichi Fujisaki
- Piyo tan ~Hausukīpā wa Cute na Tantei~ – Toru Ninomiya
- Piyo tan ~Oyashiki Sen'nyū ☆ Daisakusen~ – Toru Ninomiya

### CDs drama
- Ai de Kitsuku Shibaritai ~Koi Yori Hageshiku~ – Kajika Fujimoto
- Amai Kuchizuke – Yuu Takamura
- Bad Boys! – Itsumu Suzuna
- Blue na Koneko – Kouhei Kuzumu
- Bukiyou na Silent – Satoru Toono
- Crimson Spell – Ruruka
- Damasaretai – Yuuma Matsusaki
- Danna-sama, Ote wo Douzo – Haruka Fujino
- Gouka Kyakusen de Koi wa Hajimaru series 4, 5, 7, 8 – Huang
- Himitsu no Kateikyoushi – Yuuya Sakurai
- Hisoyaka na Jounetsu Series side story 1: Iro no Aku – Shiki Nihako
- Kageki series 5: Kageki ni Tengoku – angel 1
- Kubisuji ni Kiss ~Hong Kong Yakyoku~ – Ryuutarou Imai
- Miwaku no Ringo – Yonekura Ken
- Munasawagi series – Akira Haneoka
- Pink na Koneko – Kouhei Kuzumu
- Saikyou no Koibito – Chihiro Kunika
- Tsuki no Sabaku Satsujin Jiken – Suzuya Takanashi
- Yosei Gakuen Feararuka -Futago no Sylph ni Goyojin- – Nyiru
- Youma na Oresama to Geboku na Boku – Masamichi Adachi
- Yuuwaku Sentiment – Yuuya
- Piyo tan ~Hausukīpā wa Cute na Tantei~ - Toru Ninomiya

### Tokusatsu
- Bakuryū Sentai Abaranger – Blastasaur Triceratops/Kera
- Bakuryū Sentai Abaranger DELUXE: Abare Summer is Freezing Cold! – Burstosaur Triceratops
- Bakuryū Sentai Abaranger vs. Hurricaneger – Burstosaur Triceratops
- Tokusou Sentai Dekaranger vs. Abaranger – Burstosaur Triceratops
- Tensō Sentai Goseiger – Datas/Datas Hyper
- Kamen Rider Decade – Basshaa
- Jūden Sentai Kyoryuger – Debo Akkumuun

### Doblaje
- The Batman – Prank
- Bob the Builder – Travis
- Boy Meets World – Stuart Minkus
- The Care Bears' Big Wish Movie – Grumpy Bear
- Care Bears: Journey to Joke-a-lot – Grumpy Bear
- Care Bears: Oopsy Does It! – Grumpy Bear
- Corpse Bride – General Bonesapart
- Der Untergang – Peter Kranz
- Garfield's Pet Force – Nermal
- Trilogía de El hobbit – Ori
- Horse Sense – Tommy Biggs
- Jumping Ship – Tommy Biggs
- Ga'Hoole: la leyenda de los guardianes – Digger
- The Nephew – Peter O'Boyce
- Now You See It... – Cedric
- Pet Alien – Tommy Cadle
- Phineas y Ferb – Phineas Flynn
- Phineas y Ferb: A través de la segunda dimensión – Phineas Flynn, Phineas-2
- Romeo & Juliet: Sealed with a Kiss – Romeo
- Sam & Cat – Dice
- Sleepy Hollow – Joven Masbath
- Pequeños guerreros – Alan Abernathy
- Spider-Man – Randy Robertson
- Spy Kids 3-D: Game Over – Francis
- Taken – Jacob Clarke (joven)
- Teen Titans – Beast Boy
- Teen Titans Go! - Beast Boy
- 'Twas the Night – Danny Wrigley
- Las vírgenes suicidas – Chase Buell
- Watership Down – Fiver
- Young Justice – Beast Boy